# Ужас подземелья
«Ужас подземелья» — кинофильм.

## Сюжет
Художник комиксов Колин Чилдресс, уединившись в подвале своего дома, творил свои мрачные истории, вдохновленный загадочной книгой с пентаграммой, напоминающей Некрономикон. Однако его творчество призвало в мир реальный ужасный монстр, который, словно призрак из темных глав его собственных комиксов, унёс жизнь художника. Пытаясь исправить ошибку, Колин сжёг свои творения, но это лишь ускорило его гибель, превратив его в часть той же мрачной легенды, которой он сам вдохновлялся.

Через тридцать лет в этот дом въезжает молодая художница Уитни Тейлор, восхищённая творчеством Чилдресса. Попросив разрешения у миссис Бриггс, владелицы дома, Уитни отправляется в подвал, место последнего дыхания знаменитого художника. Но именно здесь, обнаружив загадочную книгу, Уитни повторяет ошибку своего предшественника. Её искренний творческий порыв вызывает новый кошмарный монстр, поставив под угрозу не только её собственную жизнь, но и жизни всех, кто связан с этим проклятым домом.